# مجدي صديق
مجدي عبد الله صديق، من مواليد 3 سبتمبر 1985 في السعودية، لاعب كرة قدم قطري من أصل سوداني.
بدأ مشوارة الكروي مع نادي المرخية القطري الذي يلعب حالياً في الدرجة الثانية.
لعب لنادي الخور القطري والريان وشارك مع السد القطري في دوري ابطال اسيا 2011-2012مع المدرب فوساتي
لعب بعد السد مع أندية العربي و الغرافة و السيلية و الجيش .
لعب مع منتخب قطر لكرة القدم في كاس آسيا 2007 .

## روابط خارجية
- مجدي صديق على موقع الاتحاد الدولي (مؤرشف)  (الإنجليزية)
- مجدي صديق على موقع إي إس بي إن إف سي (الإنجليزية)
- مجدي صديق على موقع قاعدة بيانات كرة القدم.إي يو (الإنجليزية)
- مجدي صديق على موقع ناشيونال فوتبول تيمز (الإنجليزية)
- مجدي صديق على موقع Soccerway.com (الإنجليزية)
- مجدي صديق على موقع عالم كرة القدم.نت (الإنجليزية)
- مجدي صديق على موقع كووورة